# تاسوعا
تاسوعا (به عربی: تاسوعاء‎) روز نهم ماه محرم و روز قبل از عاشورا است. در این روز چندین رویداد رخ داده‌است، از جمله: ورود شمر به کربلا، پیشنهاد امان دادن به فرزندان ام‌البنین، و آماده‌سازی برای جنگ؛ و حسین بن علی و یارانش توسط دشمن محاصره شدند (به عنوان بخشی از نبرد کربلا). این روز به دلیل اقدامات عباس بن علی به عنوان پرچمدار و فرمانده سپاه حسین بن علی، در جوامع شیعه به او نسبت داده شده‌است.
این روز نزد شیعیان از اهمیت برخوردار است و همانند روز عاشورا در آن به سوگواری می‌پردازند.

## معنی واژه
تاسوعا در زبان عربی به معنای نهم است (برگرفته از تسعة) و در تقویم اسلامی به روز نهم محرم اشاره دارد.
آنچه مشهور است تاسوعا از ریشه تِسع به معنای نه و نهم، فقط بر نهمین روز محرم اطلاق شده‌است. اما نظری وجود دارد که عاشورا و تاسوعا را در سلسله اعداد معنی نمی‌دانند. تاسوعا را از اِتّساع یعنی گسترده شدن، روزی که ظرفیت بالا می‌رود و در سینه‌ها فراخی ایجاد می‌شود و به جای تنگی، وسعت می‌یابد، دانسته‌اند؛ و این نامگذاری را به علی بن حسین (امام چهارم شیعه) نسبت داده‌اند.

## وقایع تاسوعا
در زیر مهمترین رویدادهای تاسوعا آمده‌است:

### ورود شمر به کربلا
در پیش از ظهر تاسوعا، شمر با همراهی سپاهی چهار هزار نفری به کربلا رسید. او نامه ای از عبید الله بن زیاد برای عمر بن سعد آورد و به او گفت که بیعت را از حسین بگیر یا بجنگ.

### امان دادن به فرزندان ام البنین
شمر خود از قبیله‌های ام البنین بود. او از جانب عبید الله بن زیاد امنیت را برای فرزندان ام البنین در تاسوعا ضمانت کرد. وی از عباس بن علی و برادرانش خواست که حسین بن علی را رها کرده و از یزید اطاعت کنند. عباس امان دادن او را نپذیرفت و به او پاسخ داد: "لعنت خدا بر تو و امان دادن تو! تو به ما امان می‌دهی و به نوه پیامبر خدا امان نمی‌دهی؟ و از ما می‌خواهی که به اطاعت افراد نفرین شده و کسانی که فرزندان نفرین شده هستند وارد شویم؟

### آماده شدن برای جنگ
پس از اینکه عباس بن علی و برادرانش پیشنهاد در امان ماندن را رد کردند، تحرکات سپاه عمر سعد در صحرای کربلا افزایش یافت و تصمیم جنگ داشتند. حسین به وسیلهٔ برادرش عباس یک شب مهلت برای راز و نیاز گرفت. عمر بن سعد موافقت کرد که جنگ را تا روز بعد به تأخیر بیندازد.

### محاصره کربلا
در حدیثی از جعفر صادق آمده‌است: "نهم محرم روزی است که حسین بن علی  و یارانش توسط سپاه یزید از هر سو در کربلا محاصره شده و بارهای خود را پیاده کردند. پسر مرجانه (عبیدالله بن زیاد) و عمر بن سعد از تعداد زیاد ارتش خود خوشحال بودند و آنها حسین بن علی و یارانش را ضعیف می‌دانستند. آنها می‌دانستند که حسین بن علی  در عراق هیچ یار و یاوری ندارد.

### نامه‌های ارسال شده روز تاسوعا در واقعه کربلا
در واقعه کربلا عبیدالله بن زیاد دو بار به حسین بن علی نامه نوشت؛ یکی به هنگام ورود به کربلا و دیگری در روز تاسوعا پس از ورود عمر بن سعد به کربلا.
نامه دوم زمانی بود که عمر بن سعد با لشکر عظیمی به کربلا آمد و در برابر لشکر محدود حسین بن علی ایستاد. فرستادهٔ عمر بن سعد نزد حسین بن علی آمد؛ سلام کرد و نامه ابن سعد را به حسین بن علی داد: «مولای من! چرا به دیار ما آمده‌ای؟»

حسین بن علی در پاسخ گفت: «اهالی شهر شما به من نامه نوشتند و مرا دعوت کرده‌اند، و اگر از آمدن من ناخشنودند باز خواهم گشت.»
خوارزمی نیز روایت کرده‌است: «حسین بن علی به فرستاده عمرسعد گفت: «از طرف من به امیرت بگو، من خود به این دیار نیامده‌ام، بلکه مردم این دیار مرا دعوت کردند تا به نزدشان بیایم و با من بیعت کنند و مرا از دشمنانم بازدارند و یاریم نمایند، پس اگر ناخشنودند از راهی که آمده‌ام بازمی‌گردم.»»
وقتی فرستاده عمرسعد بازگشت و پاسخ حسین بن علی را بازگو کرد، ابن سعد گفت: «امیدوارم که خداوند مرا از جنگ با حسین بن علی برهاند» آنگاه این خواسته حسین بن علی را به اطّلاع ابن زیاد رساند ولی او در پاسخ نوشت: «از حسین بن علی بخواه، تا او و تمام یارانش با یزید بیعت کنند. اگر چنین کرد، ما نظر خود را خواهیم نوشت…»
چون نامه ابن زیاد به دست ابن سعد رسید، گفت: «تصوّر من این است که عبیدالله بن زیاد، خواهان عافیت و صلح نیست.» عمرسعد، متن نامه عبیدالله بن زیاد را نزد حسین بن علی فرستاد.
حسین بن علی گفت: «من هرگز به این نامه ابن زیاد پاسخ نخواهم داد. آیا بالاتر از مرگ سرانجامی خواهد بود؟! خوشا چنین مرگی»

## آیین‌ها

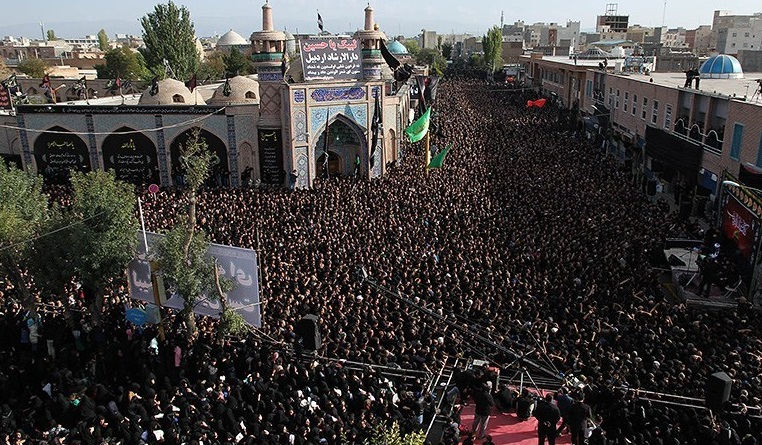
روز تاسوعا در عالی‌قاپوی اردبیل، ایران

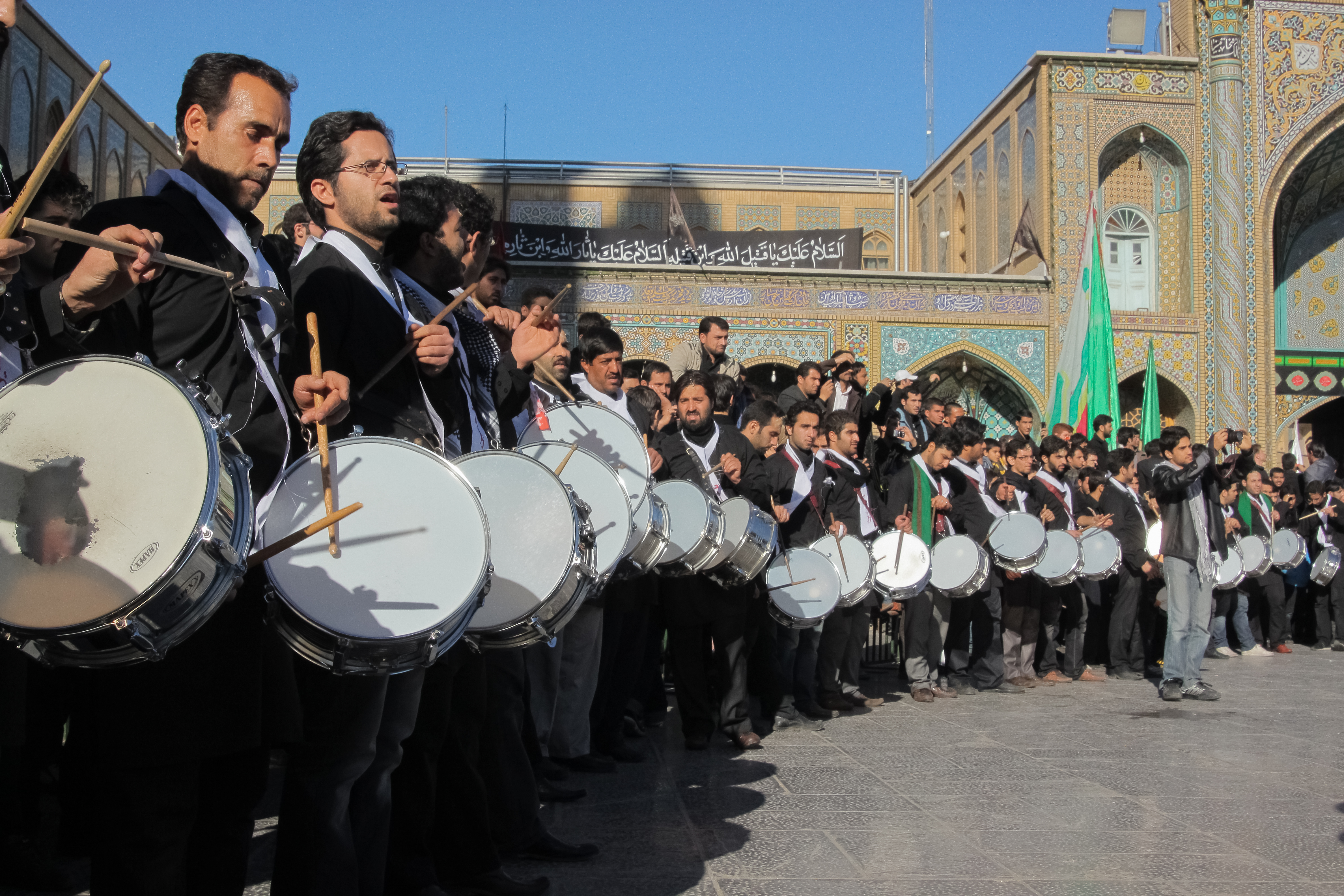
مراسم عزاداری روز تاسوعا در شهر قم، دسته طبل زن ها

تاسوعا در باورهای شیعی روز عباس بن علی معروف به ابوالفضل است که مأمور آوردن آب به سپاه حسین بن علی بود. در این روز در مجالس روضه خوانی روضه سقای دشت کربلا خوانده می‌شود و ذاکرین اشعاری در این زمینه را زمزمه می‌کنند. شهرهای شیعه نشین در این روز شاهد حرکت دسته‌های عزادار در کوچه‌ها و خیابان‌ها هستند و نیز توزیع نذر، علم گردانی، شبیه خوانی، گل مالی و…
مراسم این روز در بین مردمان شهرهای ایران به‌طور خاص برگزار می‌شود از جمله می‌توان دسته عزاداری حسینه اعظم زنجان را نام برد که قریب بر پانصد هزار نفر عزادار در این مراسم شرکت دارند که به بزرگ‌ترین عزاداری شعیان جهان معروف است و بالای ده هزار قربانی در این روز ذبح می‌شود.
و همچنین به اجتماع هزاران نفری مردم اردبیل در میدان عالی قاپو این شهر نیز می‌توان اشاره کرد.

## نگارخانه

عزاداری در روز تاسوعا
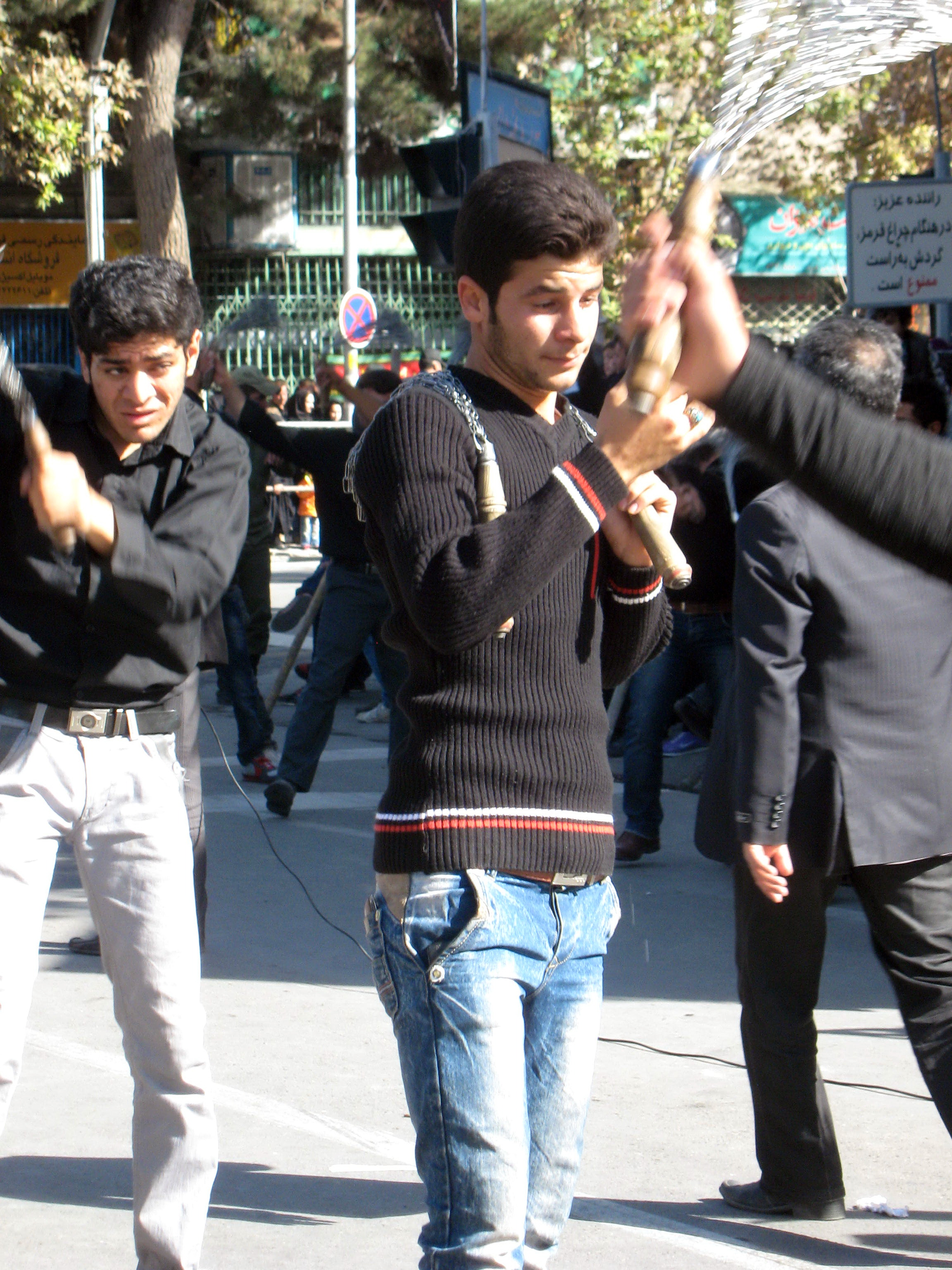
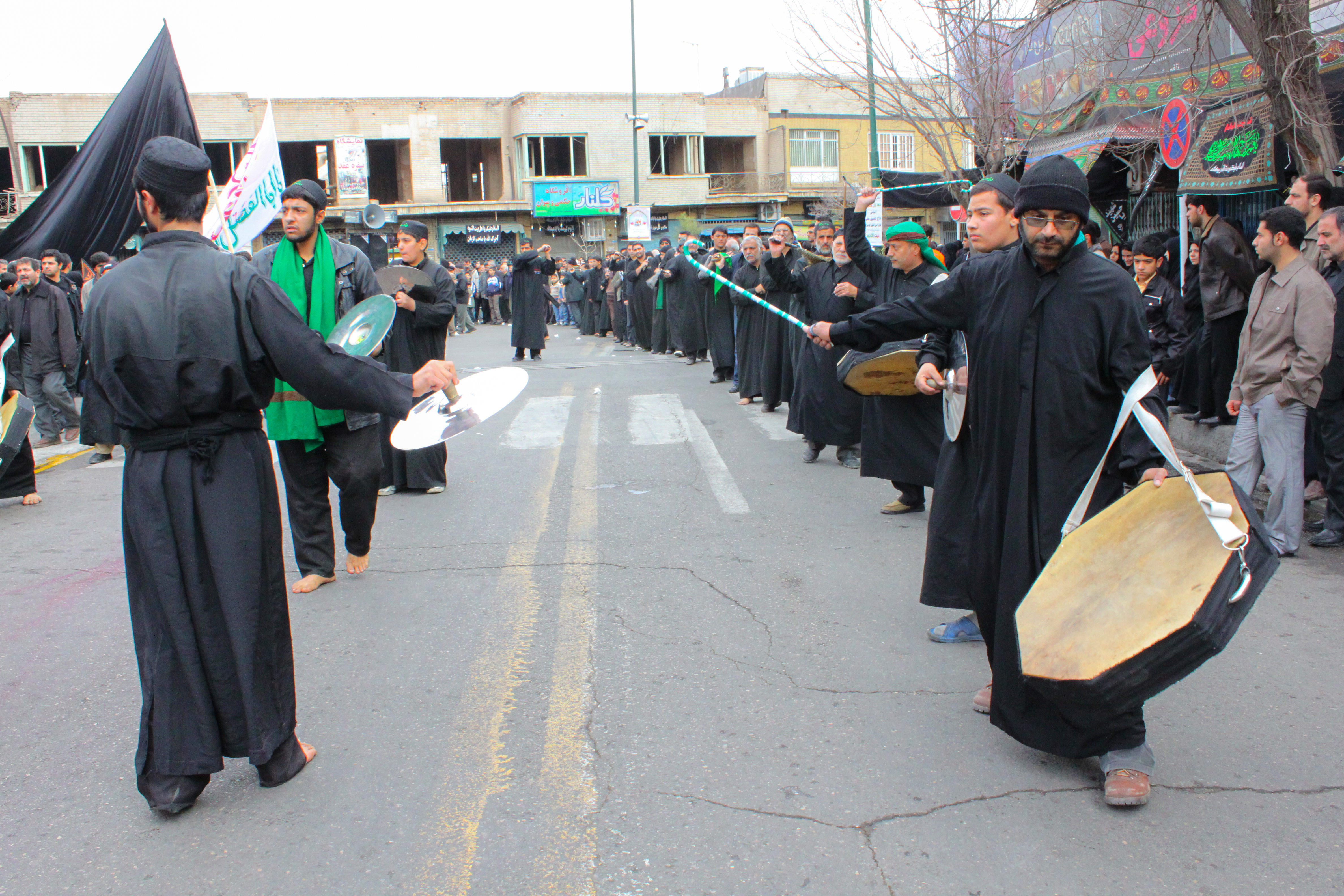
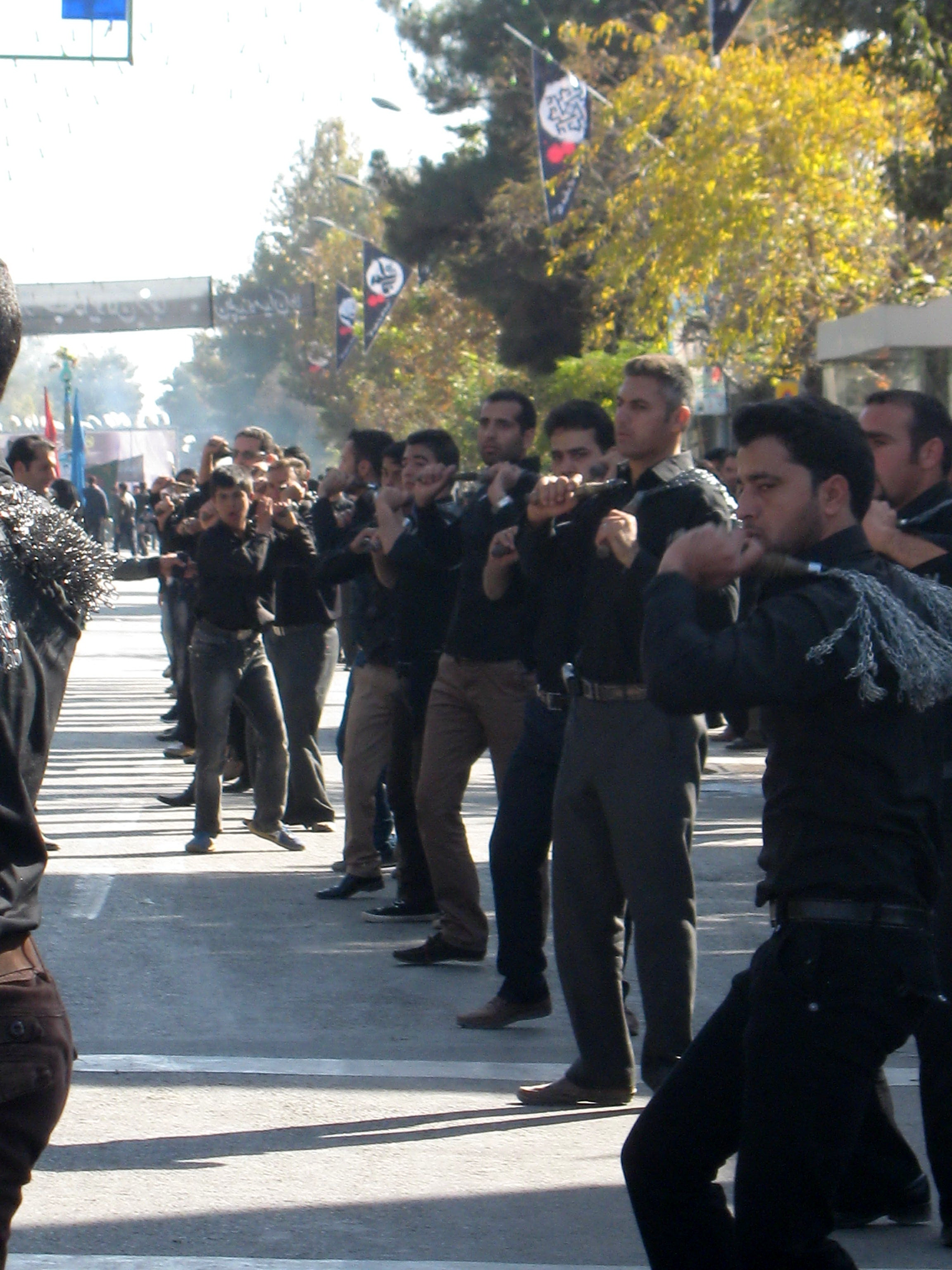